# Famille Opel
Pour les articles homonymes, voir Opel (homonymie).

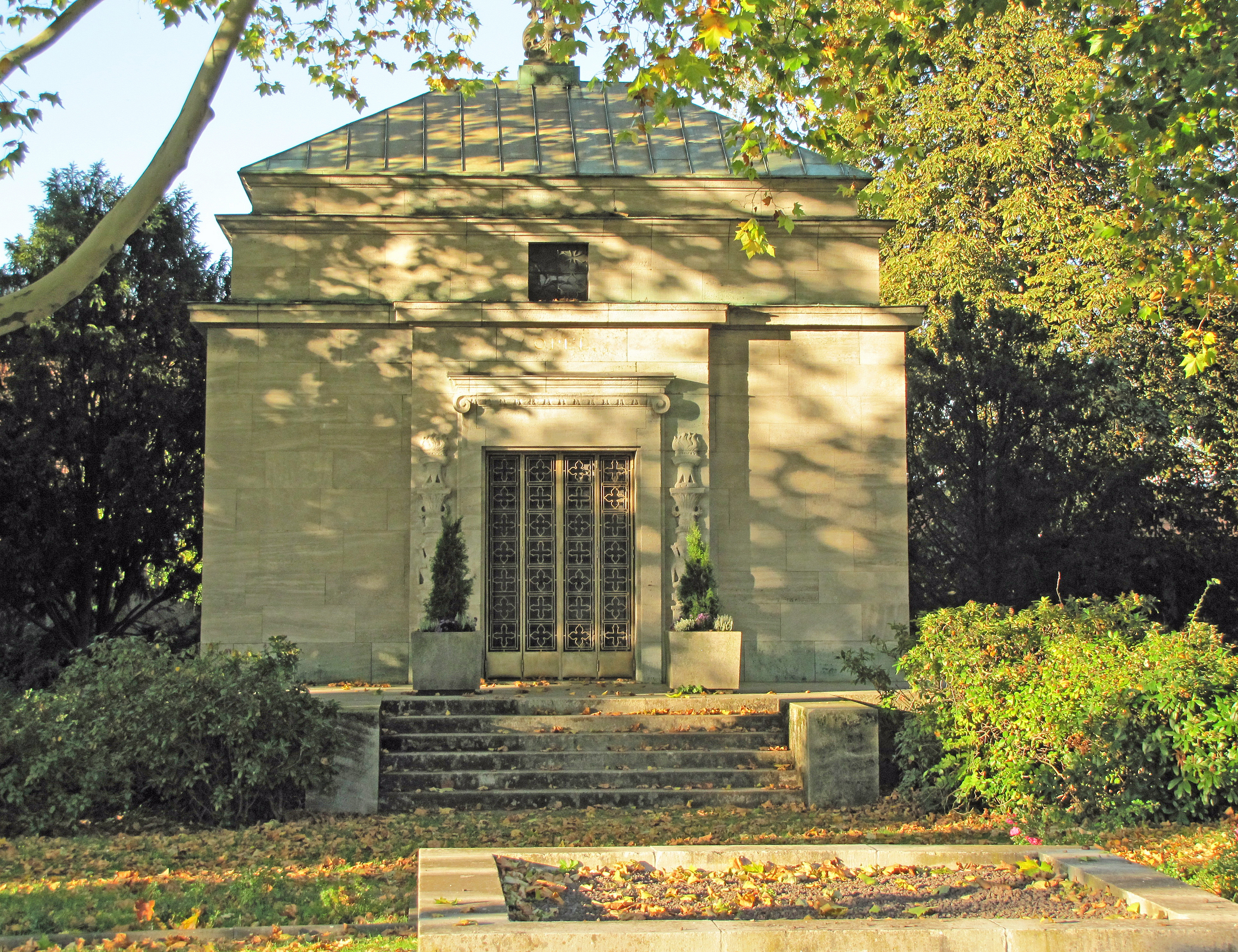
Mausolée de la famille Opel à Rüsselsheim am Main.

La famille Opel est une dynastie industrielle allemande, fondatrice de la marque Opel.

## Origine

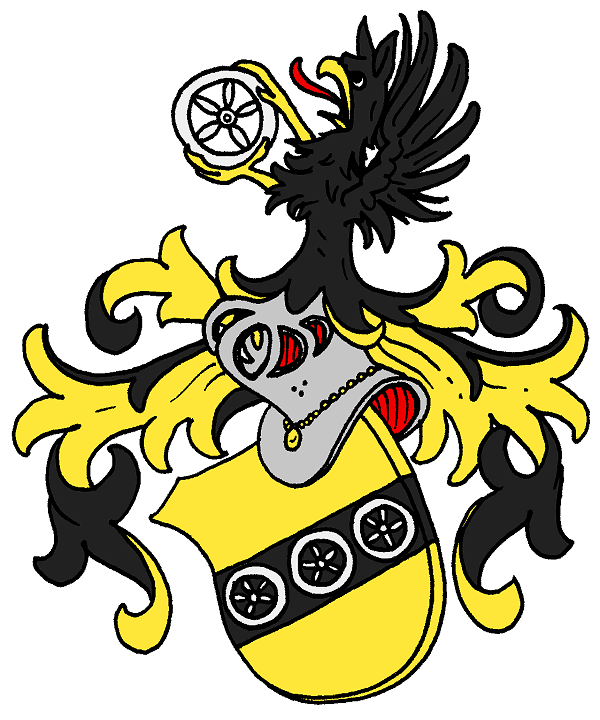
Armoiries de la famille von Opel.

La famille Opel est originaire de Hesse (près de Dachsenhausen).
Une partie de la famille est anoblie au Grand-duché de Hesse : le 13 mars 1917, les frères Wilhelm et Heinrich obtiennent de nobles titres ; puis le 17 janvier 1918, le troisième frère Carl.

## Généalogie

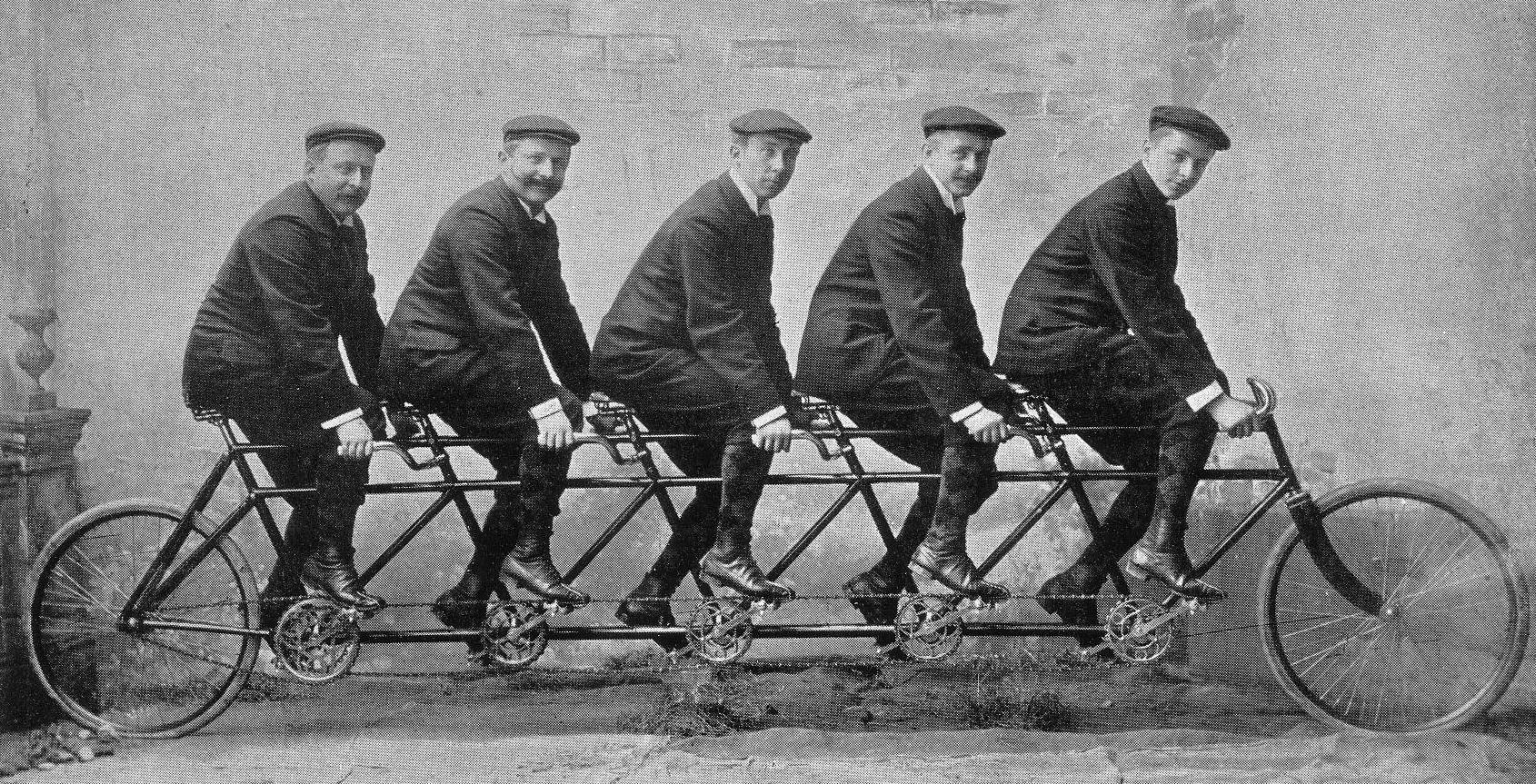
Les cinq frères Opel, ici réunis en 1912 (de gauche à droite : Karl, Wilhelm, Heinrich, Fritz, Ludwig)

- Adam Opel (1837–1895) ∞ Sophie Scheller (1840–1913)
  - Carl von Opel (1869–1927)
    - Sophie Eleonore von Opel (1896–1971)
    - Hans von Opel (1899–1948)
    - Eleonore Johanna Carola von Opel (1908−1998)
    - Georg von Opel (1912–1971)
      - Carlo von Opel (* 1941) ∞ Marion Schöntag
        - Alexander von Opel (* 1979)
        - Jeanette von Opel (* 1982)

      - Heinz von Opel (1943–2006) ∞ Claudia-Ulrike Hurlin
        - Ivonne von Opel (* 1973) ∞ 2007 Johannes Joachim Graf von Schönburg-Glauchau (* 1976)
        - Sonja von Opel (* 1978) und Florian Fischer
          - Felix von Opel (* 2001)

      - Georg von Opel (* 1966)
      - Gregor von Opel (* 1968)

  - Wilhelm von Opel (1871–1948) ∞ Martha Bade
    - Fritz von Opel (1899–1971)
      - Frederick von Opel (* 1947)
      - Marie Christine von Opel (1951–2006)

    - Elinor von Opel (1908–2001) ∞ 1.) 1925 Willy Sachs, ∞ 2.) 1963 Carlo Kirchner (1894–1979; Prokurator bei Fichtel & Sachs)
      - Ernst Wilhelm Sachs (1929–1977)
      - Gunter Sachs (von Opel) (1932–2011)

  - Heinrich Adam von Opel (1873–1928) ∞ Emilie Weber
    - Heinz von Opel (1899–1922)
    - Emmy von Opel (1902–1963)
    - Irmgard von Opel (1907–1986)

  - Friedrich Franz Opel (1875–1938)
  - Ludwig Opel (1880–1916)